# Annika Waenerberg
Leeni Annika Waenerberg, född Kojo 14 november 1952 i Gamlakarleby, är en finländsk konsthistoriker
Waenerberg var 1976–1979 forskningsassistent vid Åbo stads historiska museum och 1980–1992 museiamanuens vid Joensuu konstmuseum, som hon förestod 1992–1999. Hon studerade för Sixten Ringbom vid Åbo Akademi och fortsatte på dennes internationella linje med den även utomlands uppmärksammade doktorsavhandlingen Urpflanze und Ornament, som hon disputerade på 1992. År 1999 utnämndes hon till professor i konsthistoria vid Jyväskylä universitet. Bland hennes senare arbeten märks Parviaisen matkassa – Med penseln i bagaget: Oscar Parviainen 1880–1938 (1996). 